# Kłosek

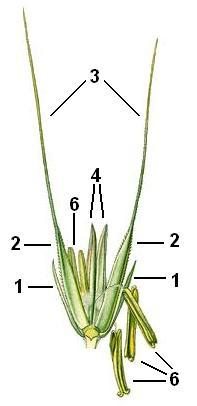
Budowa kłoska: 1 – plewa, 2 – plewka dolna, 3 – ość plewki, 4 – plewka górna, 6 – pręciki

Kłosek (łac. spicula, ang. spikelet) – kwiatostan charakterystyczny dla traw, okryty od zewnątrz dwiema plewami, obejmujący jeden lub więcej (najczęściej 2–6) kwiatów, z których każdy znajduje się w okrywie łuskowatych plewek. Kłoski nie występują pojedynczo, lecz wchodzą w skład innych kwiatostanów złożonych – kłosów, gron i wiech.

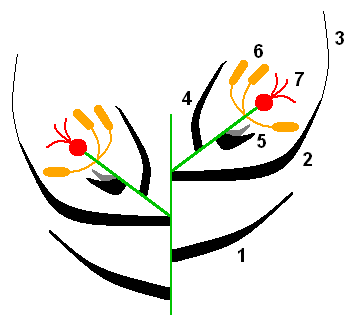
Schemat kłoska dwukwiatowego: 1 – plewa, 2 – plewka dolna, 3 – ość plewki, 4 – plewka górna, 5 – łuszczka, 6 – pręciki, 7 – słupek

Kłoski mogą być drobne (np. u mietlic) lub osiągać do kilku cm długości (np. u owsa). Widoczne są jako zbite, kulistawe lub częściej w różnym stopniu wydłużone części składowe kwiatostanów złożonych.